# Hypodactylus dolops
Espèce
Synonymes
- Eleutherodactylus dolops Lynch & Duellman, 1980

Statut de conservation UICN

 VU B1ab(iii) : Vulnérable
Hypodactylus dolops est une espèce d'amphibiens de la famille des Craugastoridae.

## Répartition
Cette espèce se rencontre entre 1 440 et 1 950 m d'altitude sur le versant amazonien de la cordillère Orientale :
- en Équateur, dans la province de Napo ;
- en Colombie, dans les départements de Putumayo et de Caquetá.

## Description
Les mâles mesurent de 35,8 à 40,3 mm et les femelles de 56,6 à 57,6 mm. Son dos est fauve ou brun et présente des taches brun foncé ou noires. Son ventre est jaune crème à fauve rosé avec des taches brunes ou brun foncé à noir avec des mouchetures blanc bleuté.

## Étymologie
Son nom d'espèce, du grec dolops, « caché en embuscade », lui a été donné en référence aux spécimens découverts derrière des cascades.

## Publication originale
- Lynch & Duellman, 1980 : The Eleutherodactylus of the Amazonian slopes of the Ecuadorian Andes (Anura: Leptodactylidae). Miscellaneous Publication, Museum of Natural History, University of Kansas, vol. 69, p. 1-86 (texte intégral).